# 科羅拉多冰川
85°53′S 133°5′W / 85.883°S 133.083°W
科羅拉多冰川（英語：Colorado Glacier）是南極洲的冰川，位於瑪麗伯德地，全長19公里，流經密歇根高原，最終在夸爾茲山和埃布倫山之間注入里迪冰川，根據美國地質調查局的測量和美國海軍的空中照片被繪入地圖。